# Скляр Йосип Самсонович
Йосип Самсонович Скляр (1885 — вбитий 25 травня 1919, село Нечаяне, тепер Миколаївська область) — радянський діяч, голова виконавчого комітету Херсонської губернської ради.

## Життєпис
Робітник миколаївського заводу «Наваль».
Член РСДРП(б) з 1903 року.
Перебував на підпільній революційній роботі. 
З 1917 року — член правління Миколаївської профспілки металістів, голова Миколаївського загальноміського комітету РСДРП(більшовиків) і РСДРП(інтернаціоналістів), член Миколаївської ради робітничих і військових депутатів. У 1917 році брав участь в організації Червоної гвардії в місті Миколаєві.
У лютому — березні 1918 року — голова виконавчого комітету Херсонської губернської ради.
У 1918—1919 роках  — на політичній роботі в 9-й та 10-й арміях РСЧА.
До 25 травня 1919 року — уповноважений РНК Української ССР в Херсоні та Миколаєві.
Вбитий 25 травня 1919 року в селі Нечаяне Херсонської губернії під час селянського повстання.